# Taça de Portugal de 1990–91
A Taça de Portugal de 1990/1991 foi a 51ª edição da Taça de Portugal. O FC Porto, que pelo caminho eliminou os rivais do Benfica nos quartos-de-final, vencia a sua 7.ª taça ao derrotar na final o Sport Clube Beira-Mar, clube que chegava à sua primeira final de taça.

## 1.ª Eliminatória
| Visitado                     | Resultado | Visitante                    |
| ---------------------------- | --------- | ---------------------------- |
| Vieirense (D)                | 4-2       | Touring Praia de Mira (D)    |
| 1º de Maio Sarilhense (D)    | 5-1       | Boavista da Ribeirinha (D)   |
| Lusitano de Vildemoinhos (D) | 2-0       | Viseu e Benfica (D)          |
| Pego (D)                     | 3-1       | Burinhosa (D)                |
| Maiorca (D)                  | 1-1       | Alvaiázere (D)               |
| Marinhas (D)                 | 3-2       | Aliados de Lordelo (D)       |
| Perafita (D)                 | 3-2       | Esporões (D)                 |
| Águias de Camarate (D)       | 1-1       | Recreativo de Massamá (D)    |
| Manteigas (D)                | 3-1       | Lageosa (D)                  |
| Mem Martins (D)              | 1-0       | Pinhalnovense (D)            |
| SL Olivais (D)               | 1-0       | Santa Iria (D)               |
| Cariense (D)                 | 2-1       | Figueiró dos Vinhos (D)      |
| Vilaverdense (D)             | 2-0       | Serzedelo (D)                |
| São João de Ver (D)          | 1-1       | Bustos (D)                   |
| Sporting da Mêda (D)         | 1-1       | Resende (D)                  |
| Merelinense (D)              | 1-0       | Torre de Moncorvo (D)        |
| Esmoriz (D)                  | 1-0       | São Pedro da Cova (D)        |
| Ferreirense (D)              | 3-1       | Atlético Angústias (D)       |
| Cortegaça (D)                | 2-2       | Sporting de Lamego (D)       |
| Castrense (D)                | 1-0       | Castromarinense (D)          |
| Sporting de São Romão (D)    | 3-0       | Bairro Latino (D)            |
| Águia (D)                    | 5-1       | Arraiolense (D)              |
| Aparecida (D)                | 1-1       | Ribeira de Pena (D)          |
| Sanguedo (D)                 | 2-1       | Canelas (D)                  |
| Limianos (D)                 | 2-0       | Lomarense (D)                |
| Atlético Cabeceirense (D)    | 0-0       | Courense (D)                 |
| Vila Meã (D)                 | 2-1       | AD Nogueirense (D)           |
| Camacha (D)                  | 5-0       | Beira-Mar de Monte Gordo (D) |
| Atlético Reguengos (D)       | 3-0       | Odemirense (D)               |
| Académico Paço (D)           | 5-0       | Arenense (D)                 |
| Vilarense (D)                | 2-0       | Vales do Rio (D)             |
| Eléctrico (D)                | 2-0       | 22 de Junho (D)              |
| Avintes (D)                  | 2-1       | Ataense (D)                  |
| Sourense (D)                 | 4-2       | SL Marinha (D)               |
| Salvaterrense (D)            | 1-0       | Vitória Mindense (D)         |
| Casa Pia (D)                 | 2-1       | Cova da Piedade (D)          |
| Mafra (D)                    | 2-0       | Tocha (D)                    |
| Desportivo de Portugal (D)   | 2-1       | Candal (D)                   |
| Alijoense (D)                | 5-1       | Âncora Praia (D)             |

### Desempates
| Visitado                  | Resultado | Visitante                 |
| ------------------------- | --------- | ------------------------- |
| Recreativo de Massamá (D) | 3-5       | Águias de Camarate (D)    |
| Bustos (D)                | 0-1       | São João de Ver (D)       |
| Sporting de Lamego (D)    | 0-1       | Cortegaça (D)             |
| Ribeira de Pena (D)       | 0-4       | Aparecida (D)             |
| Courense (D)              | 0-1       | Atlético Cabeceirense (D) |
| Resende (D)               | 0-3       | Sporting da Mêda (D)      |
| Alvaiázere (D)            | 1-2       | Maiorca (D)               |